# Більшовик (Поспєлихинський район)
Більшови́к (рос. Большевик) — селище у складі Поспєлихинського району Алтайського краю, Росія. Входить до складу Поспєлихинської сільської ради.

## Населення
Населення — 65 осіб (2010; 123 у 2002).
Національний склад (станом на 2002 рік):
- росіяни — 93 %